# Liste der Naturdenkmale in Lippstadt
Die Liste der Naturdenkmale in Lippstadt nennt die Naturdenkmale in Lippstadt im Kreis Soest in Nordrhein-Westfalen.

## Naturdenkmale
| Nummer        | Bezeichnung                    | Gemarkung     | Lage | Bemerkung | Bild                                                |
| ------------- | ------------------------------ | ------------- | --- | --- | --------------------------------------------------- |
| 7.001         | 1 Rosskastanie                 | Lippstadt     | Cappelstraße / Mühlenstraße (51° 40′ 36,6″ N, 8° 20′ 33,8″ O) | |                                                     |
| 7.002         | 1 Eiche                        | Lippstadt     | An der Woldemei, hinter der Jacobi-Kirche (51° 40′ 20″ N, 8° 20′ 54″ O)                                                                                              | | Eiche an der Woldemei, hinter der Jacobi-Kirche     |
| 7.003         | 1 Eiche                        | Lippstadt     | Rathausplatz / Marienkirche (51° 40′ 33,2″ N, 8° 20′ 46,1″ O) | | 1 Eiche Rathausplatz / Marienkirche                 |
| 7.004         | 1 Rotbuche                     | Lippstadt     | Auf dem Parkgelände an der Poststraße (51° 40′ 29,2″ N, 8° 20′ 39″ O)                                                                                                | |                                                     |
| 7.008         | 1 Eiche                        | Lippstadt     | Spielplatz an der Schillerstraße (51° 41′ 2,3″ N, 8° 20′ 46″ O) | |                                                     |
| 7.009         | 1 Rotbuche                     | Lippstadt     | Wiedenbrückerstraße 15 (51° 40′ 55,6″ N, 8° 20′ 40,2″ O) | |                                                     |
| 7.010         | 1 Buche                        | Eickelborn    | Eickelbornerstraße gegenüber Evang. Kirche (51° 39′ 14,3″ N, 8° 13′ 21,3″ O)                                                                                         | | Buche gegenüber der evangelischen Kirche Eickelborn |
| 7.012         | 1 Eiche                        | Rixbeck       | Am Eichenhügel 16 (51° 40′ 11,8″ N, 8° 23′ 4,2″ O) | |                                                     |
| 7.013         | 1 Kastanie                     | Bökenförde    | Langeneickerstraße 3 (51° 38′ 5,9″ N, 8° 23′ 41,5″ O) | |                                                     |
| 7.014         | 1 Blutbuche                    | Bökenförde    | Rüthenerstraße 34 (51° 38′ 10,1″ N, 8° 23′ 32,2″ O) | | Blutbuche                                           |
| 7.017         | 1 Pyramideneiche               | Overhagen     | Nach der Brücke zur Schule (rechts) () | |                                                     |
| 7.018         | 1 Kopflinde                    | Overhagen     | An der Kapelle Am Schlossgraben (51° 39′ 27″ N, 8° 18′ 34,7″ O) | | Kopflinde                                           |
| 7.019         | 1 Platane                      | Overhagen     | Südlich der Schule am Zufluss der Gieseler () | |                                                     |
| 7.020         | 1 Eiche                        | Cappel        | Am Kindergarten am Martinswinkel (51° 40′ 57,2″ N, 8° 18′ 13,4″ O)                                                                                                   | |                                                     |
| LP I C 3.01   | 1 Kiefer (Pinus sylvestris)    | Rebbeke       | Flur 8, Flurstück 52 Parkbank am Weg „Zur dicken Kiefer“ / Im Nordfeld Rebbeke (51° 42′ 48,9″ N, 8° 27′ 10,5″ O)                                                     | Prägender Einzelbaum am Weg „Zur dicken Kiefer“ in der Feldflur nördlich der Ortslage                                                            |                                                     |
| LP I C 3.02   | 4 Winterlinden (Tilia cordata) | Garfeln       | Flur 3, Flurstück 38 Garfelner Straße / Zum Mönninghauser Bruch (51° 41′ 26,9″ N, 8° 27′ 27,3″ O)                                                                    | Baumgruppe mit Bildstock an der Südseite des Dörferweges in Lippstadt-Garfeln, ca. 400 Meter nordöstlich der Einmündung in die Landstrasse L 636 |                                                     |
| LP I C 3.03   | 1 Winterlinde (Tilia cordata)  | Garfeln       | Flur 1, Flurstück 153 Einzelstehende Linde auf einer Freifläche am Dörferweg in Lippstadt-Garfeln, ca. 200 Meter nördlich der Einmündung in die Landstrasse L 636 () | |                                                     |
| LP I C 3.04   | 1 Stieleiche (Quercus robur)   | Garfeln       | Flur 1, Flurstück 141 Kapelle Garfeln, Garfelner Straße 62 / Dörferweg (51° 41′ 26,5″ N, 8° 27′ 44,3″ O)                                                             | Einzelne Eiche neben der Kapelle in Lippstadt-Garfeln                                                                                            | Stieleiche                                          |
| LP I C 3.05   | 1 Winterlinde (Tilia cordata)  | Garfeln       | Flur 2, Flurstück 210 Einzelbaum auf dem Hof Kellner an der Landstrasse L 636 ()                                                                                     | |                                                     |
| LP III C 3.05 | Stieleiche                     | Benninghausen | Flur 10, Flurstück 178 Herausragende Eiche am Rande einer Wiese in Hausnähe ()                                                                                       | |                                                     |